# Tasha Danvers
Natasha De'Anka »Tasha« Danvers-Smith, angleška atletinja, * 19. september 1977, London, Anglijam Združeno kraljestvo.
Nastopila je na poletnih olimpijskih igrah v letih 2000 in 2008, ko je osvojila bronasto medaljo v teku na 400 m z ovirami, leta 2000 pa osmo mesto v isti disciplini in šesto v štafeti 4x400 m. Na igrah Skupnosti narodov je v teku na 400 m z ovirami osvojila srebrno medaljo leta 2006.